# مرکز تجارت جهانی چهار
مرکز تجارت جهانی چهار (به انگلیسی: Four World Trade Center) که گاهی با آدرس آن شناخته می‌شود (شماره ۱۵۰ خیابان گرین‌ویچ) یک آسمان‌خراش در حال ساخت و عضوی از مجموعه مرکز تجارت جهانی است که در منهتن در نیویورک در ایالات متحده آمریکا قرار دارد. ارتفاع این ساختمان ۲۹۸ متر (۹۷۸ پا) است.
در حال حاضر این ساختمان، دومین ساختمان مرتفع مجموعه جدید مرکز تجارت جهانی بعد از مرکز تجارت جهانی (ساختمان شماره ۱) است. اگر چه در آینده مرکز تجارت جهانی (ساختمان شماره ۲) و مرکز تجارت جهانی (ساختمان شماره ۳) مرتفع‌تر از ای این ساختمان خواهندشد.
مجموع مساحت طبقات ساختمان ۱٫۸ میلیون مترمربع است که به فضاهای اداری و خرده‌فروشی اختصاص خواهندیافت.

## نگارخانه

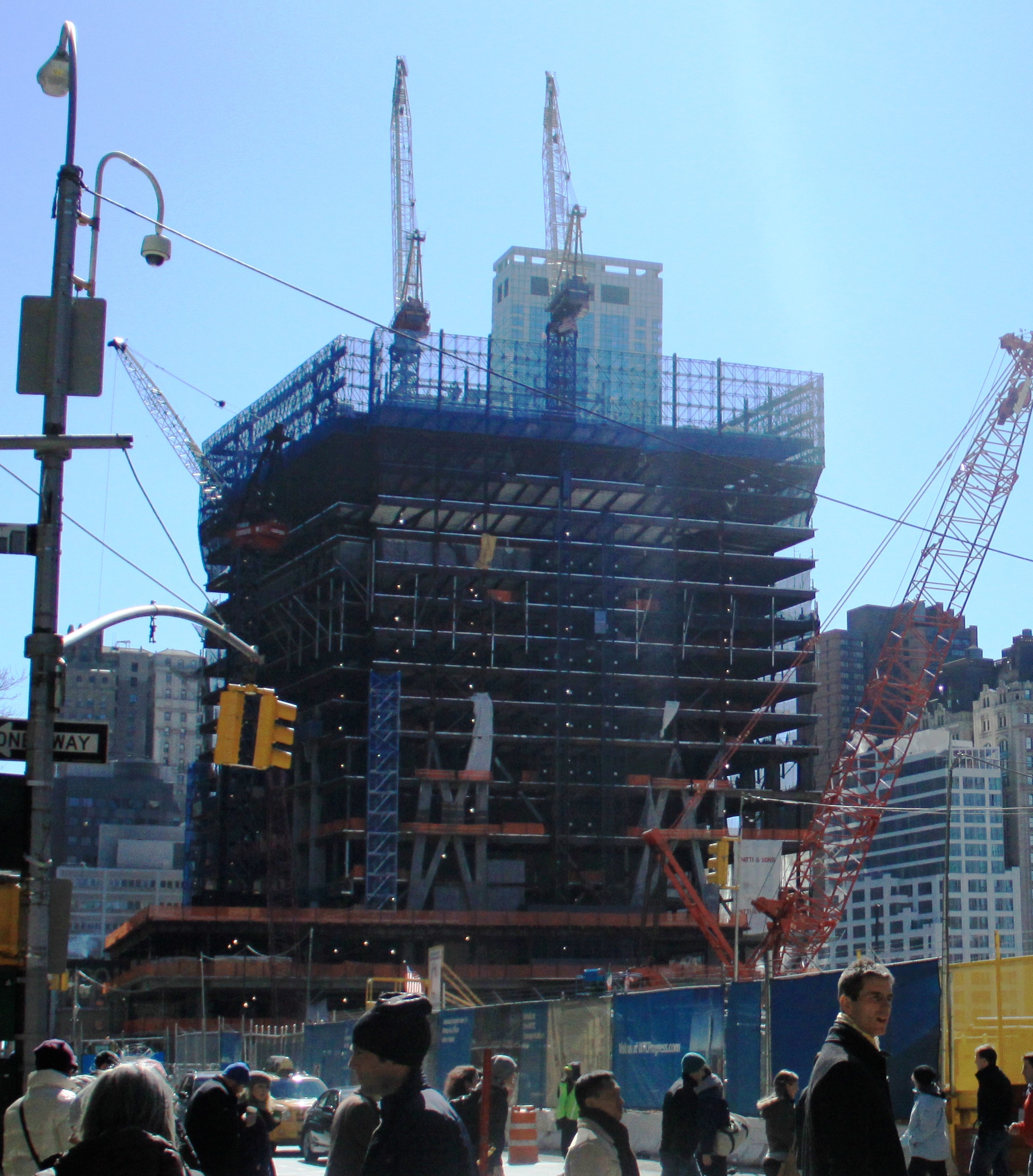
۲۶ مارس ۲۰۱۱
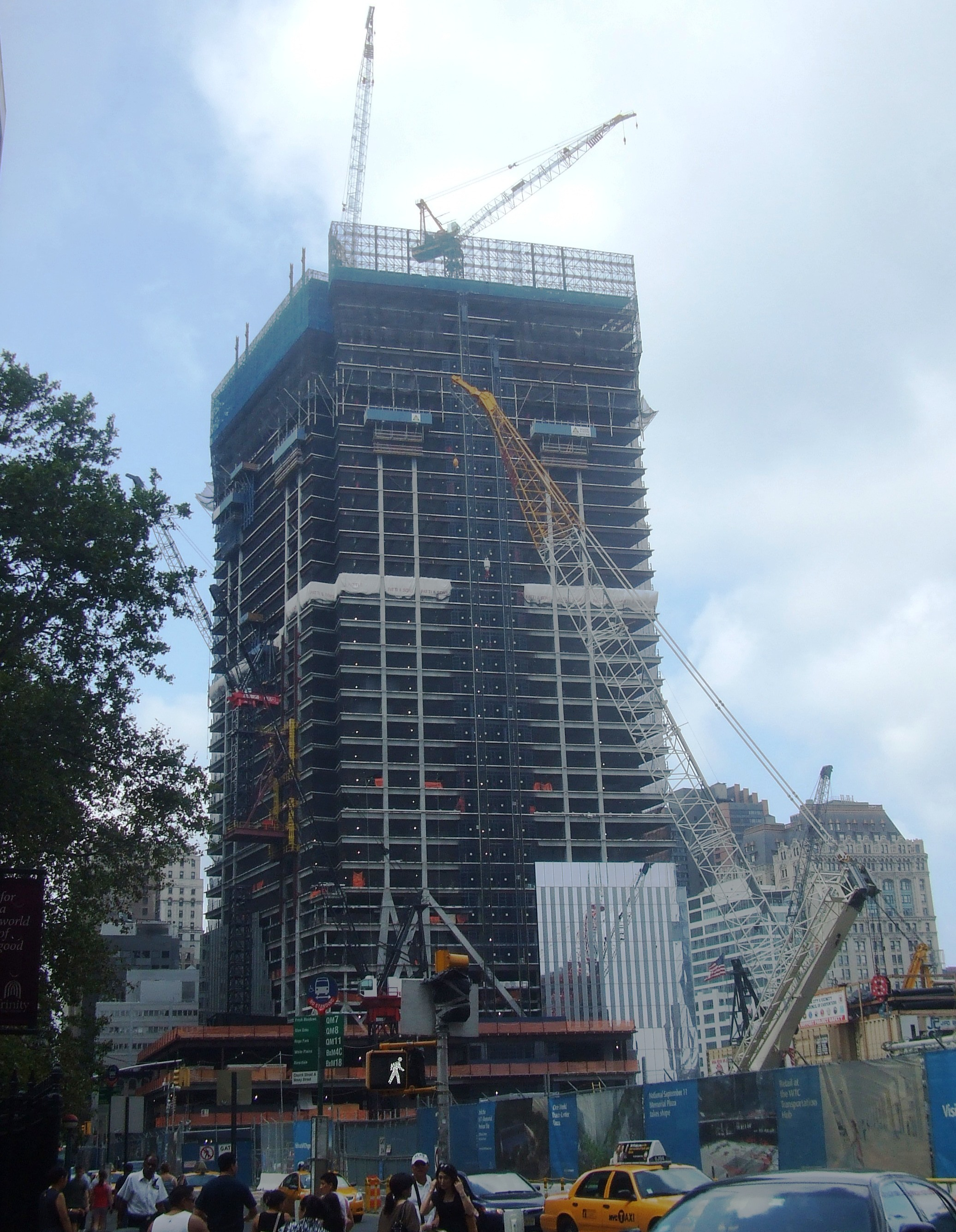
۷ آگوست ۲۰۱۱
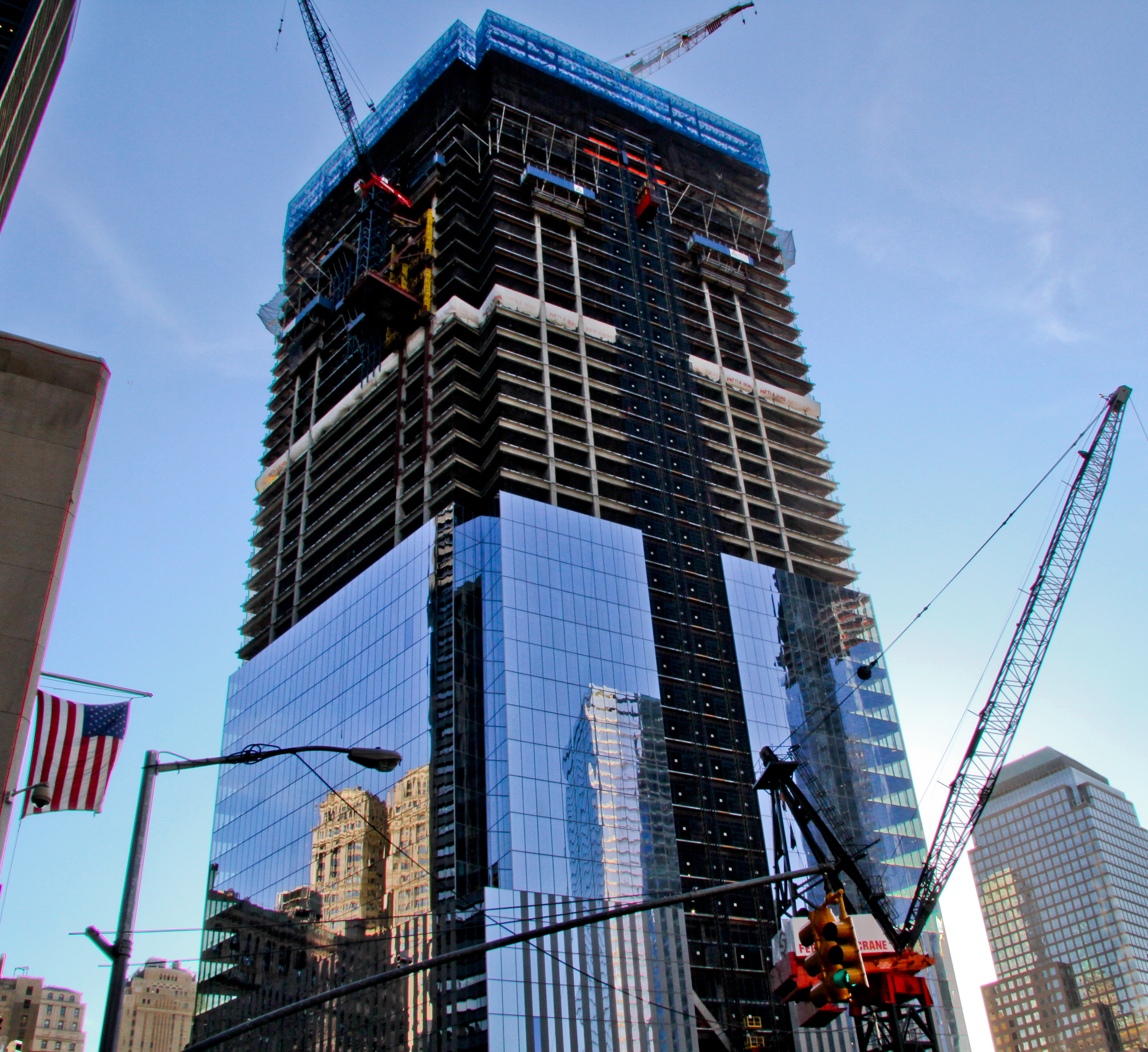
۴ اکتبر ۲۰۱۱
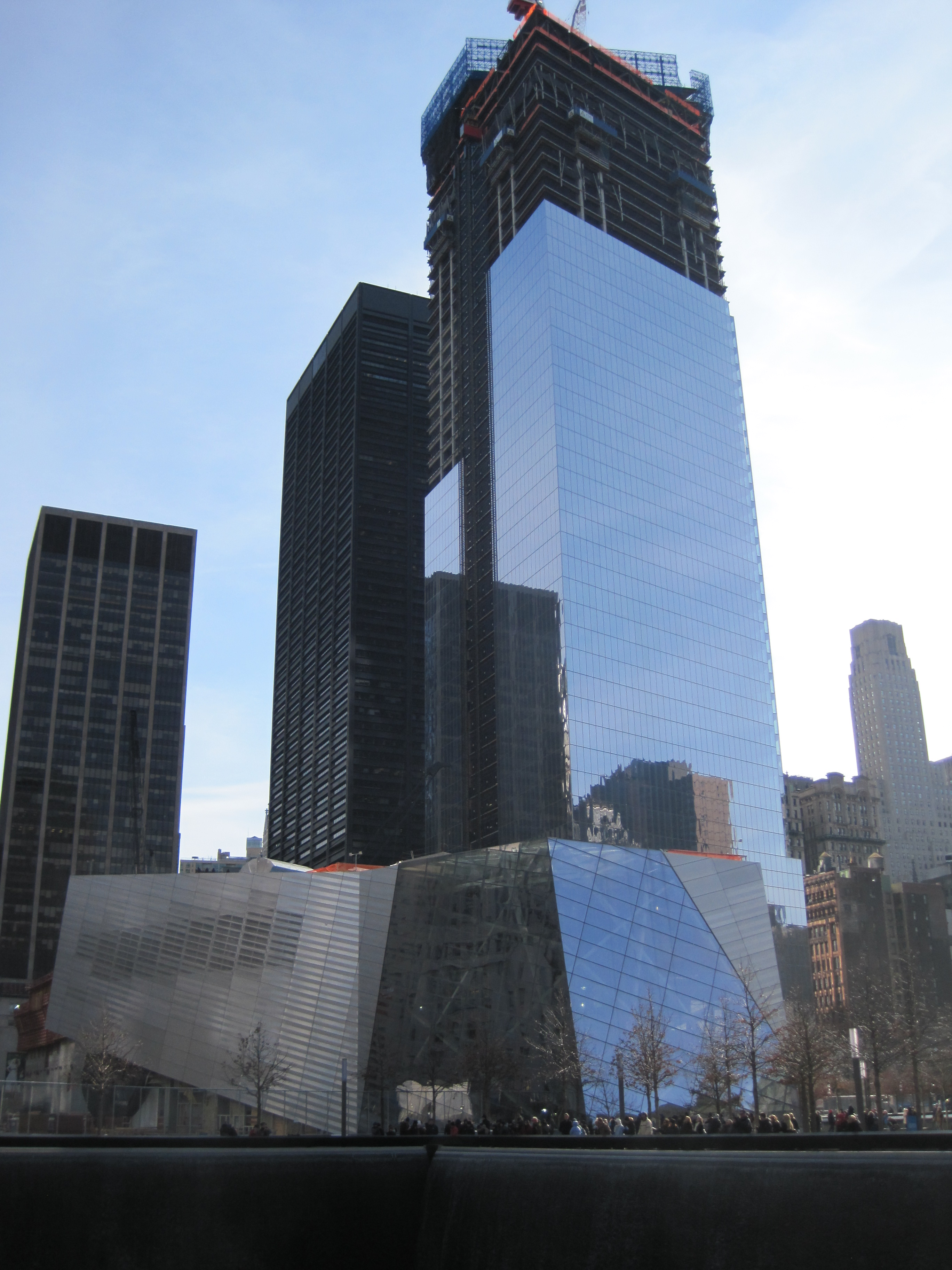
۱۶ ژانویه ۲۰۱۲
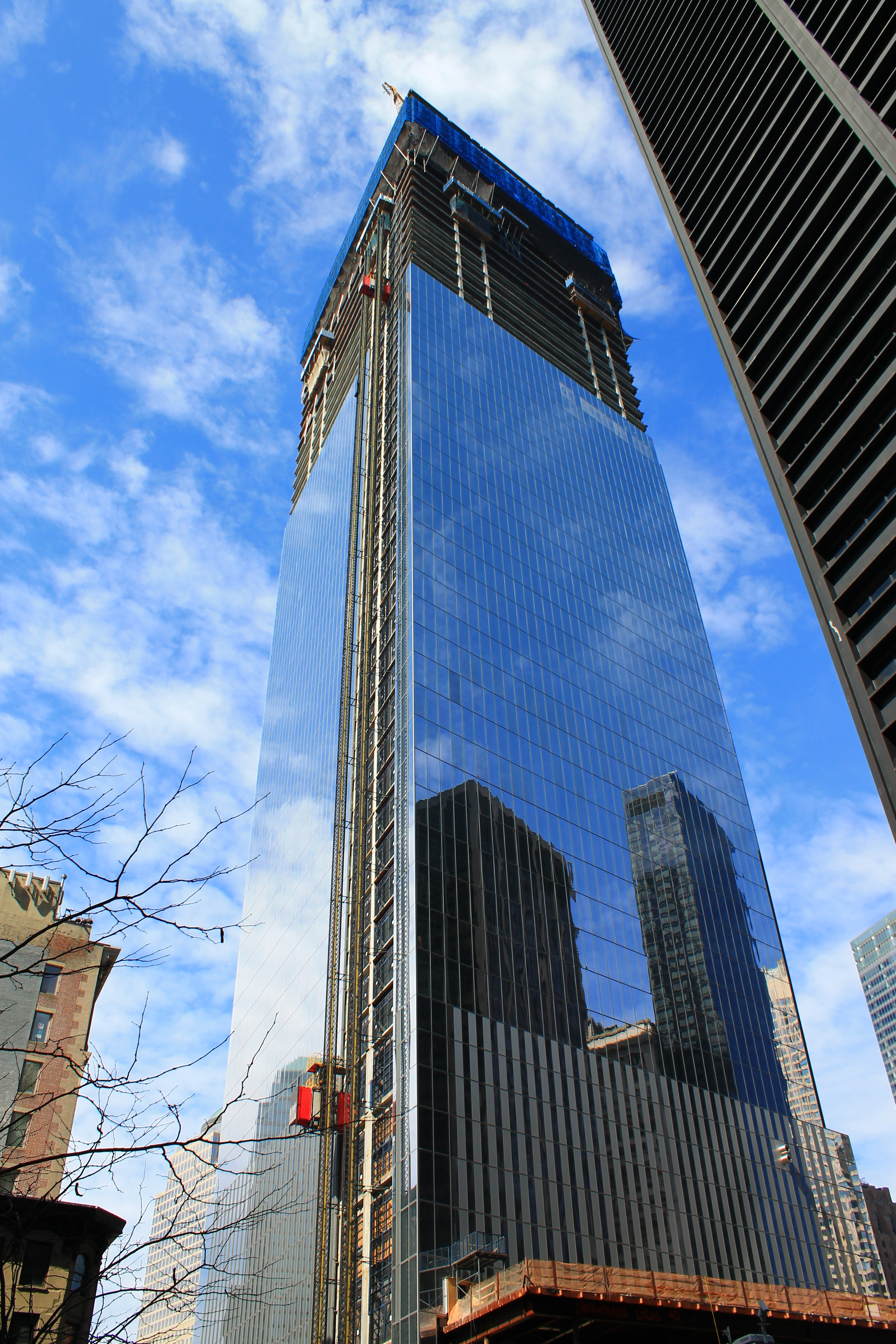
۱۲ مارس ۲۰۱۲
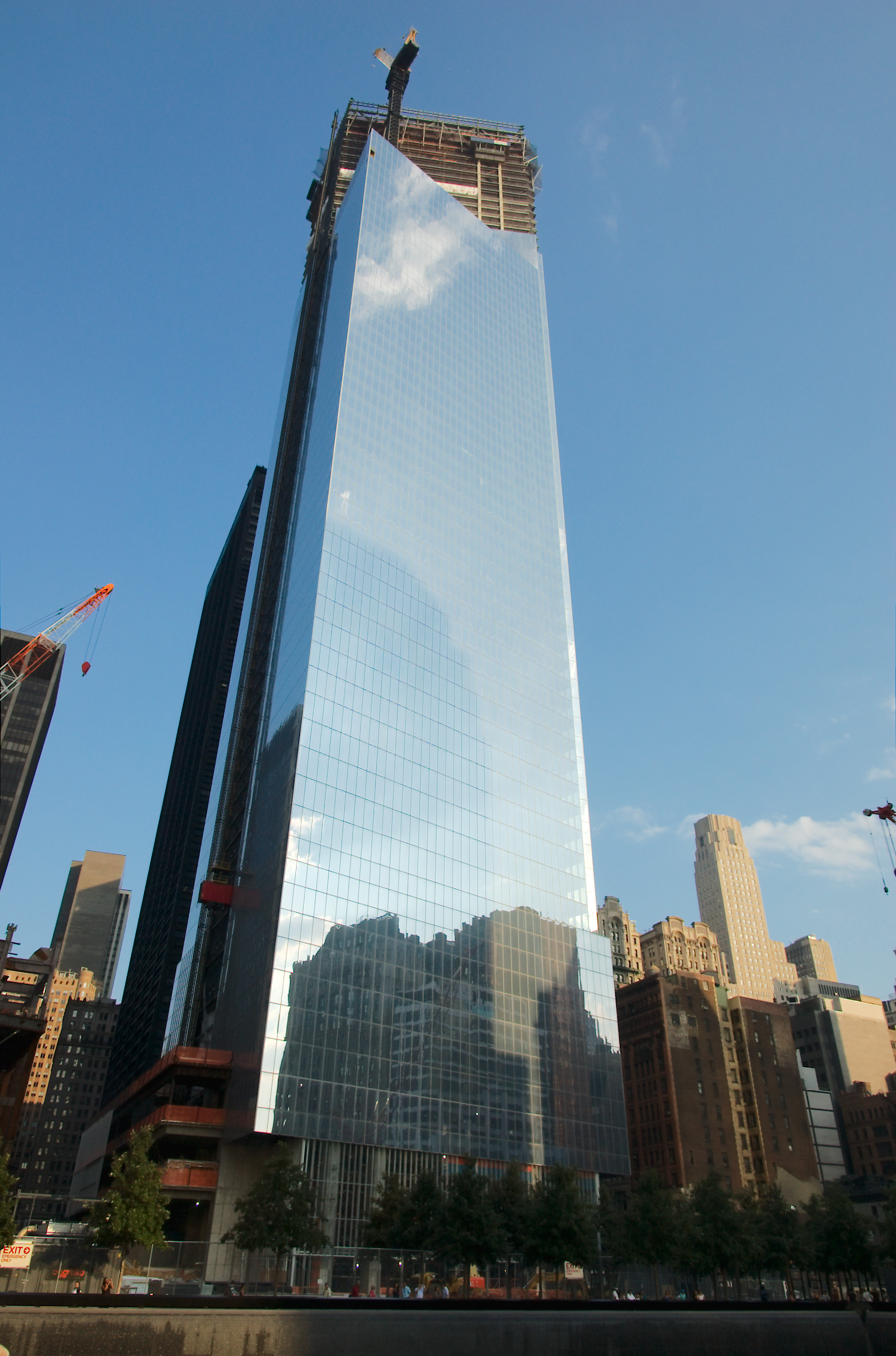
۱ سپتامبر ۲۰۱۲
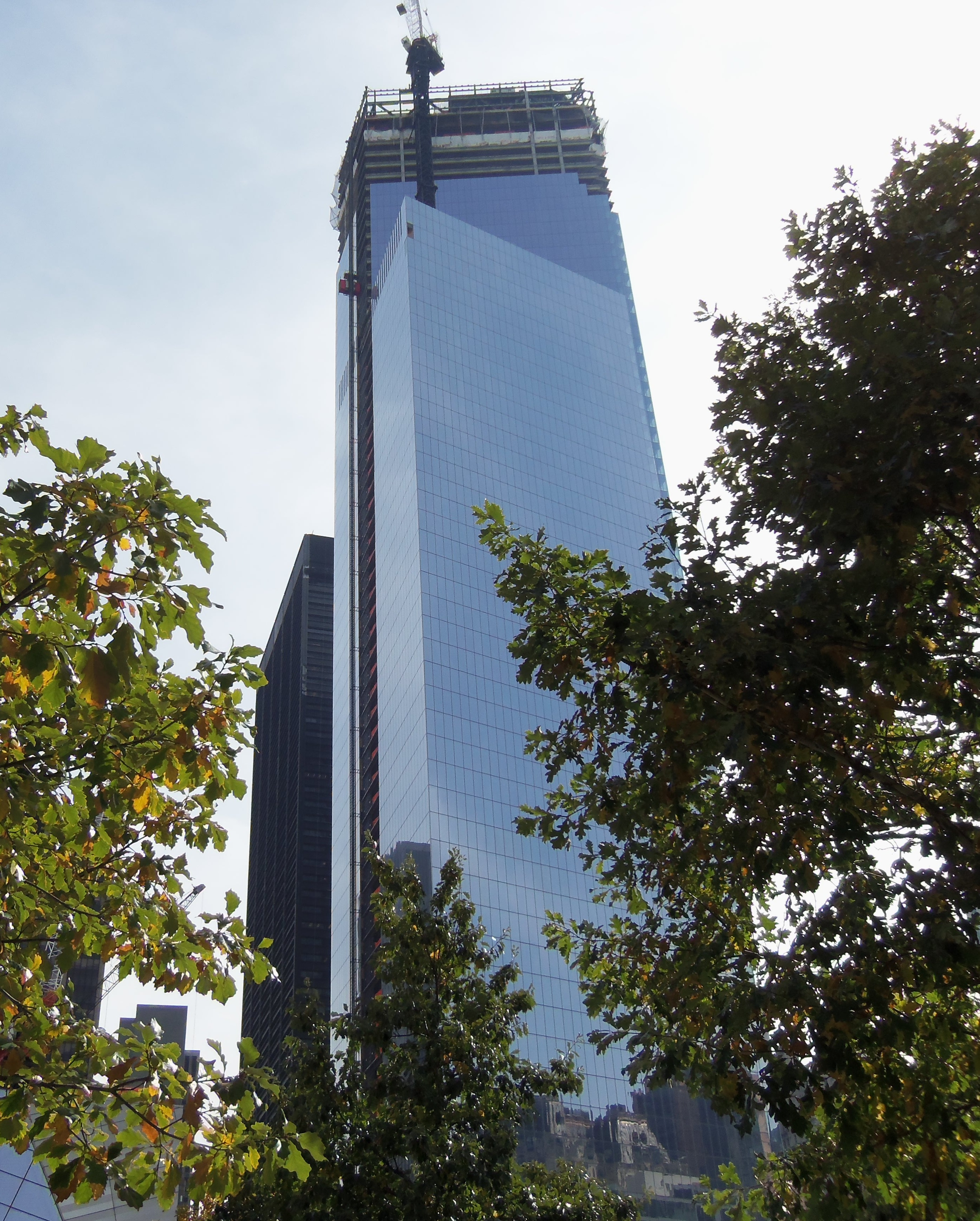
۱۷ اکتبر ۲۰۱۲
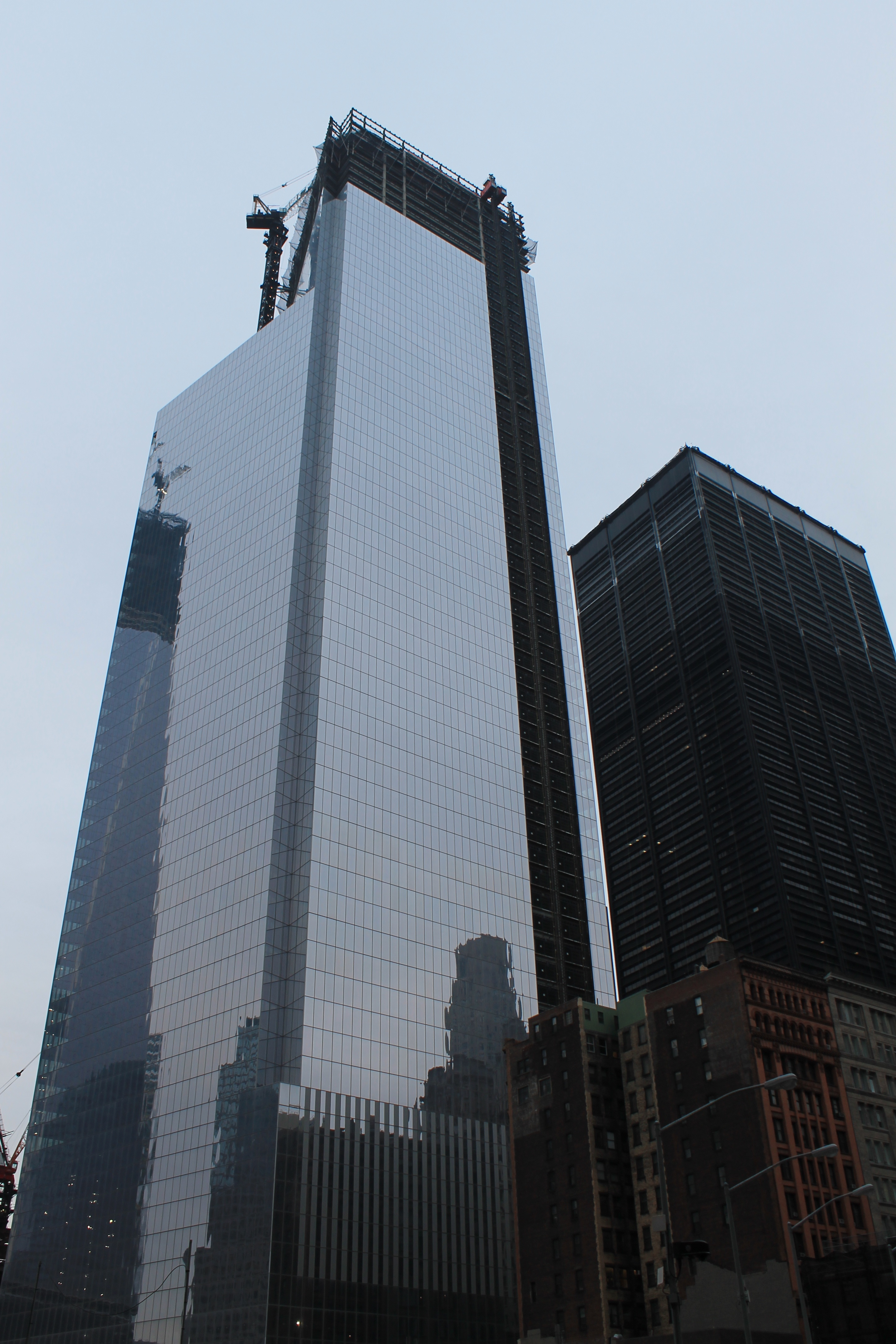
۱۰ نوامبر ۲۰۱۲